# 43e cérémonie des César
La 43e cérémonie des César du cinéma, organisée par l'Académie des arts et techniques du cinéma, se déroule à la salle Pleyel à Paris le 2 mars 2018 et récompense les films français sortis en 2017. Elle est présidée par Vanessa Paradis et présentée par Manu Payet. Cette soirée rend hommage à Jeanne Moreau, qui apparaît sur l'affiche officielle de la cérémonie.
À cette occasion, l'Académie décerne pour la première fois le César du public qui récompense le film français ayant fait le plus d’entrées en salle en 2017 et durant les deux premiers mois de 2018, en sachant que les scores sont arrêtés le 27 février. Cette distinction répond au besoin de récompenser le cinéma comique français, qui reste le genre le plus populaire en France.
Le premier tour de vote débute le 2 janvier et les nominations sont annoncées le 31 janvier 2018.
Le film 120 battements par minute de Robin Campillo marque cette cérémonie en remportant six prix sur treize nominations, mais également par le discours politique de Robin Campillo ainsi que celui de Jeanne Balibar.

## Présentateurs et intervenants
Par ordre d'apparition.
- Manu Payet, maître de cérémonie
- Vanessa Paradis, présidente de la cérémonie

- Juliette Binoche, pour la remise du César du Meilleur espoir masculin
- Sketch avec Alice Belaïdi, Arié Elmaleh et Manu Payet
- Alice Belaïdi et Arié Elmaleh, pour la remise du César de la meilleure photographie et du César du meilleur son
- Blanche Gardin, pour la remise du César du Meilleur espoir féminin
- Guillaume Canet, pour l'hommage à Jean Rochefort, puis hommage à Claude Rich, Gisèle Casadesus, France Gall et aux disparus de l'année
- Pascal Elbé et Vincent Elbaz, pour la remise du César du meilleur décor et du César du meilleur montage
- Géraldine Nakache, pour la remise du César du meilleur court-métrage
- Eddy Mitchell, pour la remise du César de la meilleure musique originale
- Noomi Rapace et Lucien Jean-Baptiste, pour la remise du César du meilleur scénario original
- Line Renaud, pour la remise du César du public
- Hommage à Johnny Hallyday, Mireille Darc et aux disparus de l'année
- Aure Atika, pour la remise du César des meilleurs costumes
- Manu Payet, pour la remise du César du meilleur court-métrage d'animation et du César du meilleur long-métrage d'animation
- Marion Cotillard et Pedro Almodóvar, pour la remise du César d'honneur à Penélope Cruz
- Golshifteh Farahani, pour la remise du César du meilleur premier film
- Sketch avec Monsieur Poulpe
- Laurence Arné et François-Xavier Demaison, pour la remise du César du meilleur acteur dans un second rôle
- Sketch avec Manu Payet
- Stéphane De Groodt et Olga Kurylenko, pour la remise du César de la meilleure adaptation
- Sophie Marceau et Pierre Richard, pour la remise du César du meilleur film étranger
- Sketch avec Manu Payet
- Laura Smet, pour la remise du César de la meilleure actrice dans un second rôle
- Elsa Zylberstein, pour la remise du César du meilleur documentaire
- Isabelle Huppert, pour la remise du César du meilleur acteur
- Hommage à Danielle Darrieux, Victor Lanoux et aux disparus de l'année
- Dany Boon, pour la remise du César du meilleur réalisateur
- Lambert Wilson, pour la remise du César de la meilleure actrice
- Vanessa Paradis, pour la remise du César du meilleur film

## Palmarès

### Meilleur film
- 120 battements par minute de Robin Campillo, produit par Hugues Charbonneau et Marie-Ange Luciani
  - Au revoir là-haut d'Albert Dupontel, produit par Catherine Bozorgan
  - Barbara de Mathieu Amalric, produit par Patrick Godeau
  - Le Brio d'Yvan Attal, produit par Dimitri Rassam et Benjamin Elalouf
  - Patients de Grand Corps Malade et Mehdi Idir, produit par Éric et Nicolas Altmayer, Jean-Rachid Kallouche
  - Petit Paysan de Hubert Charuel, produit par Stéphanie Bermann et Alexis Dulguerian
  - Le Sens de la fête de Éric Toledano et Olivier Nakache, produit par Nicolas Duval Adassovsky, Yann Zenou et Laurent Zeitoun

### Meilleure réalisation
- Albert Dupontel pour Au revoir là-haut
  - Robin Campillo pour 120 battements par minute
  - Mathieu Amalric pour Barbara
  - Julia Ducournau pour Grave
  - Hubert Charuel pour Petit Paysan
  - Michel Hazanavicius pour Le Redoutable
  - Éric Toledano et Olivier Nakache pour Le Sens de la fête

### Meilleur acteur
- Swann Arlaud pour le rôle de Pierre dans Petit Paysan
  - Daniel Auteuil pour le rôle de Pierre Mazard dans Le Brio
  - Jean-Pierre Bacri pour le rôle de Max Angeli dans Le Sens de la fête
  - Guillaume Canet pour son propre rôle dans Rock'n Roll
  - Albert Dupontel pour le rôle d'Albert Maillard dans Au revoir là-haut
  - Louis Garrel pour le rôle de Jean-Luc Godard dans Le Redoutable
  - Reda Kateb pour le rôle de Django Reinhardt dans Django

### Meilleure actrice
- Jeanne Balibar pour le rôle de la chanteuse Barbara dans Barbara
  - Juliette Binoche pour le rôle d'Isabelle dans Un beau soleil intérieur
  - Emmanuelle Devos pour le rôle d'Emmanuelle Blachey dans Numéro une
  - Marina Foïs pour le rôle d'Olivia dans L'Atelier
  - Charlotte Gainsbourg pour le rôle de Mina Kacew dans La Promesse de l'aube
  - Karin Viard pour le rôle de Nathalie Pécheux dans Jalouse
  - Doria Tillier pour le rôle de Sarah Adelman dans Monsieur et Madame Adelman

### Meilleur acteur dans un second rôle
- Antoine Reinartz pour le rôle de Thibault dans 120 battements par minute
  - Niels Arestrup pour le rôle de Marcel Péricourt dans Au revoir là-haut
  - Laurent Lafitte pour le rôle d'Henri d’Aulnay-Pradelle dans Au revoir là-haut
  - Gilles Lellouche pour le rôle de James dans Le Sens de la fête
  - Vincent Macaigne pour son rôle de Julien dans Le Sens de la fête

### Meilleure actrice dans un second rôle
- Sara Giraudeau pour le rôle de Pascale dans Petit Paysan
  - Laure Calamy pour le rôle de Maud dans Ava
  - Anaïs Demoustier pour le rôle de Bérangère dans La Villa
  - Adèle Haenel pour son rôle de Sophie dans 120 battements par minute
  - Mélanie Thierry pour le rôle de Pauline dans Au revoir là-haut

### Meilleur espoir masculin
- Nahuel Pérez Biscayart pour son rôle de Sean dans 120 battements par minute
  - Benjamin Lavernhe pour le rôle de Pierre dans Le Sens de la fête
  - Finnegan Oldfield pour le rôle de Marvin Bijoux dans Marvin ou la Belle Éducation
  - Pablo Pauly pour le rôle de Ben dans Patients
  - Arnaud Valois pour le rôle de Nathan dans 120 battements par minute

### Meilleur espoir féminin
- Camélia Jordana pour son rôle de Neïla dans Le Brio
  - Iris Bry pour le rôle de Francine dans Les Gardiennes
  - Lætitia Dosch pour le rôle de Paula dans Jeune Femme
  - Eye Haïdara pour le rôle d'Adèle dans Le Sens de la fête
  - Garance Marillier pour le rôle de Justine dans Grave

### Meilleur scénario original
- 120 battements par minute – Robin Campillo
  - Barbara – Mathieu Amalric et Philippe Di Folco
  - Grave – Julia Ducournau
  - Petit Paysan – Claude Le Pape et Hubert Charuel
  - Le Sens de la fête – Éric Toledano et Olivier Nakache

### Meilleure adaptation
- Au revoir là-haut – Albert Dupontel et Pierre Lemaitre, d'après le roman Au revoir là-haut de Pierre Lemaitre
  - Les Gardiennes – Xavier Beauvois et Frédérique Moreau, d'après le roman Les Gardiennes d'Ernest Pérochon
  - Patients – Grand Corps Malade et Fadette Drouard, d'après le livre Patients de Grand Corps Malade
  - La Promesse de l'aube – Éric Barbier et Marie Eynard, d'après le roman La Promesse de l'aube de Romain Gary
  - Le Redoutable – Michel Hazanavicius, d'après l'autobiographie Un an après d'Anne Wiazemsky

### Meilleurs décors
- Au revoir là-haut – Pierre Quefféléan
  - 120 battements par minute – Emmanuelle Duplay
  - Barbara – Laurent Baude
  - La Promesse de l'aube – Pierre Renson
  - Le Redoutable – Christian Marti

### Meilleurs costumes
- Au revoir là-haut – Mimi Lempicka
  - 120 battements par minute – Isabelle Pannetier
  - Barbara – Pascaline Chavanne
  - Les Gardiennes – Anaïs Romand
  - La Promesse de l'aube – Catherine Bouchard

### Meilleure photographie
- Au revoir là-haut – Vincent Mathias
  - 120 battements par minute – Jeanne Lapoirie
  - Barbara – Christophe Beaucarne
  - Les Gardiennes – Caroline Champetier
  - Le Redoutable – Guillaume Schiffman

### Meilleur montage
- 120 battements par minute – Robin Campillo
  - Au revoir là-haut – Christophe Pinel
  - Barbara – François Gédigier
  - Petit Paysan – Julie Lena, Lilian Corbeille et Grégoire Pontécaille
  - Le Sens de la fête – Dorian Rigal-Ansous

### Meilleur son
- Barbara – Olivier Mauvezin, Nicolas Moreau et Stéphane Thiébaut
  - 120 battements par minute – Julien Sicart, Valérie de Loof et Jean-Pierre Laforce
  - Au revoir là-haut – Jean Minondo, Gurwal Coïc-Gallas, Cyril Holtz et Damien Lazzerini
  - Grave – Mathieu Descamps, Séverin Favriau et Stéphane Thiébaut
  - Le Sens de la fête – Pascal Armant, Sélim Azzazi et Jean-Paul Hurier

### Meilleure musique originale
- 120 battements par minute – Arnaud Rebotini
  - Au revoir là-haut – Christophe Julien
  - Grave – Jim Williams
  - Petit Paysan – Myd
  - Visages, villages - Matthieu Chedid

### Meilleur premier film
- Petit Paysan d'Hubert Charuel
  - Grave de Julia Ducournau
  - Jeune Femme de Léonor Serraille
  - Monsieur et Madame Adelman de Nicolas Bedos
  - Patients de Grand Corps Malade et Mehdi Idir

### Meilleur film d'animation
- Le Grand Méchant Renard et autres contes... de Benjamin Renner et Patrick Imbert
  - Sahara de Pierre Coré
  - Zombillénium de Arthur de Pins et Alexis Ducord

### Meilleur film documentaire
- I Am Not Your Negro de Raoul Peck
  - 12 jours de Raymond Depardon
  - À voix haute : La Force de la parole de Stéphane de Freitas
  - Carré 35 d'Éric Caravaca
  - Visages, villages d'Agnès Varda et JR

### Meilleur film étranger
Pour cette catégorie, l'Académie impose parmi les nommés un quota de deux films étrangers en langue française, soit L'Échange des princesses et Noces.
- Faute d'amour (Нелюбовь) d'Andreï Zviaguintsev •  Russie •  Allemagne •  Belgique •  France
  - Le Caire confidentiel (The Nile Hilton Incident) de Tarik Saleh •  Suède •  Danemark •  Allemagne
  - Dunkerque (Dunkirk) de Christopher Nolan •  États-Unis •  Royaume-Uni •  Pays-Bas •  France
  - L'Échange des princesses de Marc Dugain •  Belgique •  France
  - La La Land de Damien Chazelle •  États-Unis
  - Noces de Stephan Streker •  Belgique •  Luxembourg •  Pakistan •  France
  - The Square de Ruben Östlund •  Suède •  Allemagne •  Danemark •  France

### Meilleur court métrage
- Les Bigorneaux d'Alice Vial
  - Le Bleu, blanc rouge de mes cheveux de Josza Anjembe
  - Debout Kinshasa ! de Sébastien Maître
  - Marlon de Jessica Palud
  - Les Misérables de Ladj Ly

### Meilleur court métrage d'animation
- Pépé le morse de Lucrèce Andreae
  - Le futur sera chauve de Paul Cabon
  - I Want Pluto to Be a Planet Again de Marie Amachoukeli et Vladimir Mavounia-Kouka
  - Le Jardin de minuit de Benoît Chieux

### Récompenses spéciales

#### César d'honneur
- Penélope Cruz

#### César du public
- Raid dingue de Dany Boon

## Nominations et victoires multiples
| Film                       | Nominations | Victoires | Catégories remportées | Catégories nommées |
| -------------------------- | ----------- | --------- | --- | --- |
| 120 battements par minute  | 13          | 6         | - Meilleur film - Meilleur acteur dans un second rôle pour Antoine Reinartz - Meilleur espoir masculin pour Nahuel Pérez Biscayart - Meilleur scénario original - Meilleur montage - Meilleure musique originale | - Meilleur réalisateur - Meilleure actrice dans un second rôle pour Adèle Haenel - Meilleur espoir masculin pour Arnaud Valois - Meilleure photographie - Meilleurs costumes - Meilleurs décors - Meilleur son |
| Au revoir là-haut          | 13          | 5         | - Meilleur réalisateur - Meilleure adaptation - Meilleurs décors - Meilleurs costumes - Meilleure photographie                                                                                                   | - Meilleur film - Meilleur acteur pour Albert Dupontel - Meilleure actrice dans un second rôle pour Mélanie Thierry - Meilleur acteur dans un second rôle pour Niels Arestrup - Meilleur acteur dans un second rôle pour Laurent Lafitte - Meilleure musique originale - Meilleur montage - Meilleur son                                                            |
| Le Sens de la fête         | 10          | 0         | — | - Meilleur film - Meilleur réalisateur - Meilleur acteur pour Jean-Pierre Bacri - Meilleur acteur dans un second rôle pour Gilles Lellouche - Meilleur acteur dans un second rôle pour Vincent Macaigne - Meilleur espoir féminin pour Eye Haïdara - Meilleur espoir masculin pour Benjamin Lavernhe - Meilleur scénario original - Meilleur son - Meilleur montage |
| Barbara                    | 9           | 2         | - Meilleure actrice pour Jeanne Balibar - Meilleur son | - Meilleur film - Meilleur réalisateur - Meilleur scénario original - Meilleure photographie - Meilleurs costumes - Meilleurs décors - Meilleur montage |
| Petit Paysan               | 8           | 3         | - Meilleur acteur pour Swann Arlaud - Meilleure actrice dans un second rôle pour Sara Giraudeau - Meilleur premier film                                                                                          | - Meilleur film - Meilleur réalisateur - Meilleur scénario original - Meilleure musique pour Myd - Meilleur montage |
| Grave                      | 6           | 0         | — | - Meilleure réalisation - Meilleur scénario original - Meilleur espoir féminin pour Garance Marillier - Meilleur premier film - Meilleure musique originale - Meilleur son |
| Le Redoutable              | 5           | 0         | — | - Meilleur réalisateur - Meilleur acteur pour Louis Garrel - Meilleure adaptation - Meilleure photographie - Meilleurs décors |
| Patients                   | 4           | 0         | — | - Meilleur film - Meilleur espoir masculin pour Pablo Pauly - Meilleure adaptation - Meilleur premier film |
| La Promesse de l'aube      | 4           | 0         | — | - Meilleure actrice pour Charlotte Gainsbourg - Meilleure adaptation - Meilleurs décors - Meilleurs costumes |
| Les Gardiennes             | 4           | 0         | — | - Meilleur espoir féminin pour Iris Bry - Meilleure adaptation - Meilleure photographie - Meilleurs costumes |
| Le Brio                    | 3           | 1         | - Meilleur espoir féminin pour Camélia Jordana | - Meilleur film - Meilleur acteur pour Daniel Auteuil |
| Monsieur et Madame Adelman | 2           | 0         | — | - Meilleure actrice pour Doria Tillier - Meilleur premier film |
| Visages, villages          | 2           | 0         | — | - Meilleur film documentaire - Meilleure musique originale |
| Jeune Femme                | 2           | 0         | — | - Meilleur espoir féminin pour Lætitia Dosch - Meilleur premier film |

## Galerie

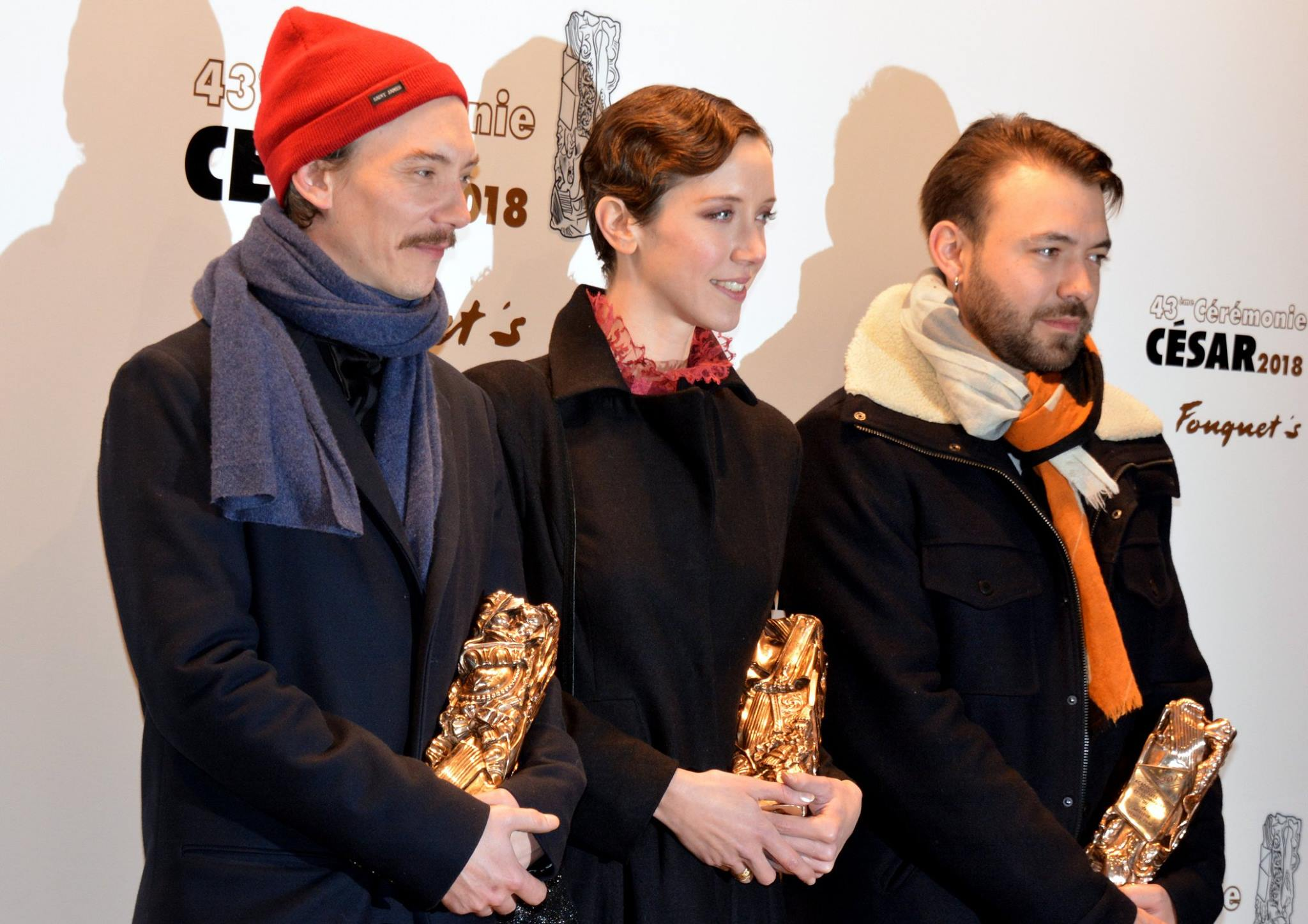
Swann Arlaud, Sara Giraudeau et Hubert Charuel, respectivement meilleur acteur, meilleure actrice dans un second rôle et réalisateur du meilleur premier film pour Petit Paysan.
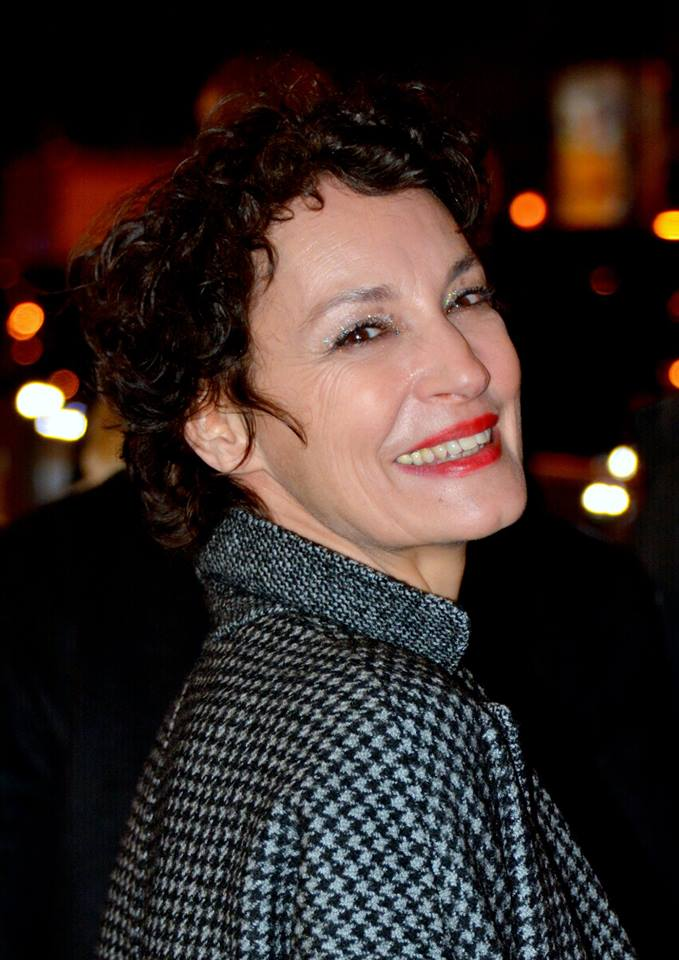
Jeanne Balibar, meilleure actrice pour Barbara.
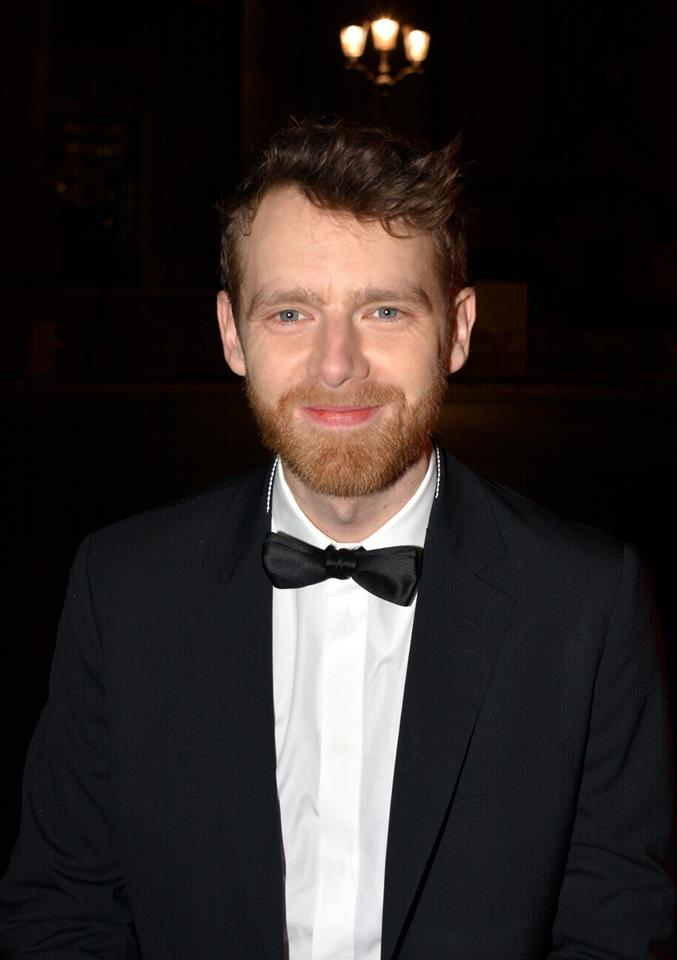
Antoine Reinartz, meilleur acteur pour un second rôle pour 120 battements par minute.
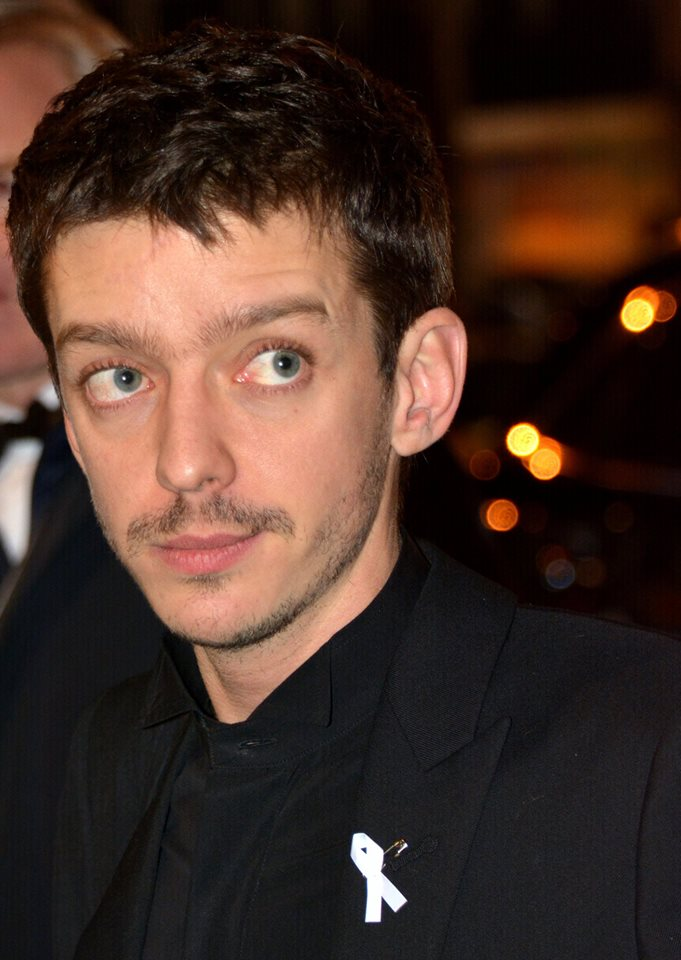
Nahuel Pérez Biscayart, meilleur espoir masculin pour 120 battements par minute.
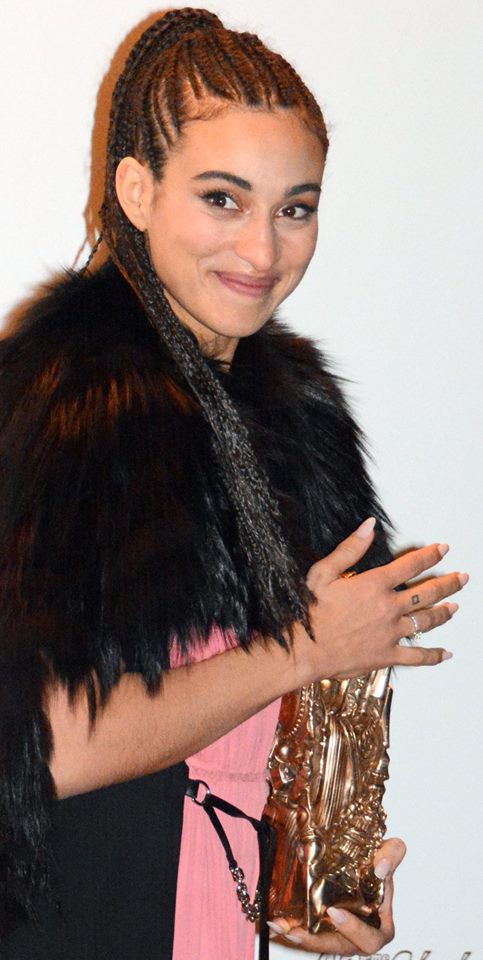
Camélia Jordana, meilleur espoir féminin pour Le Brio.
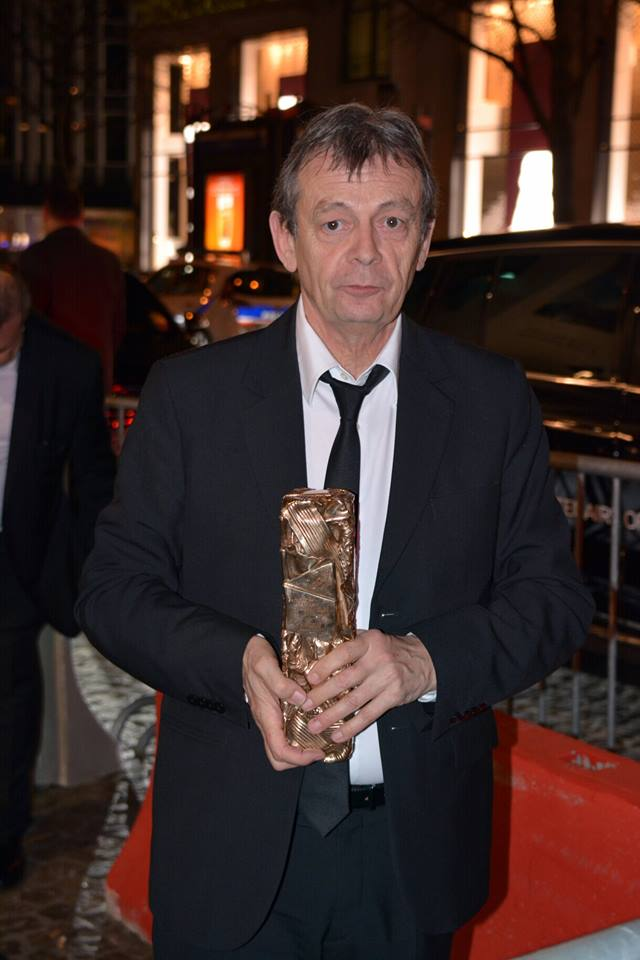
Pierre Lemaitre, meilleure adaptation pour Au revoir là-haut.
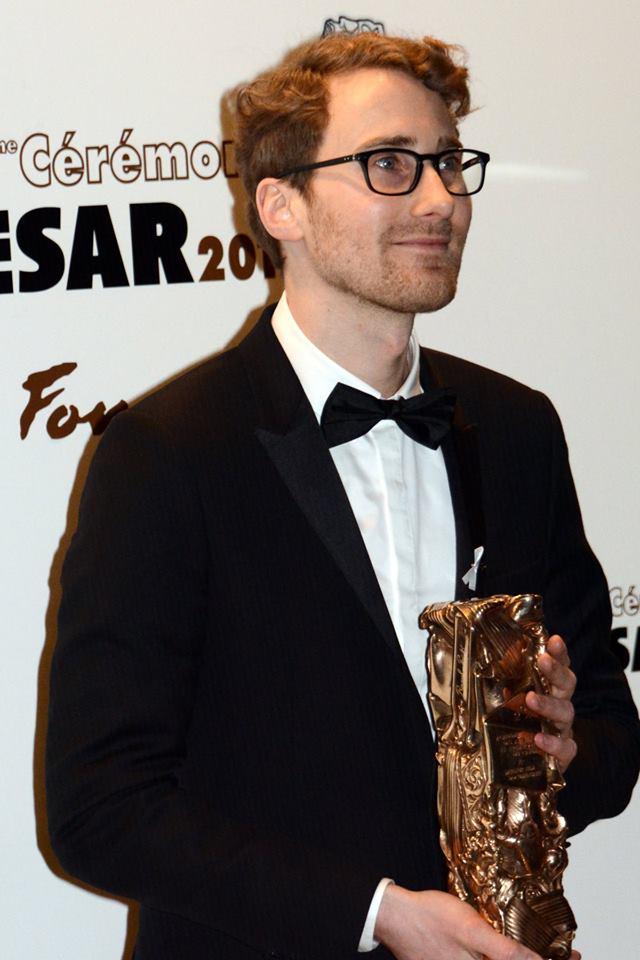
Rémi Grellety, producteur du meilleur film documentaire pour I Am Not Your Negro.
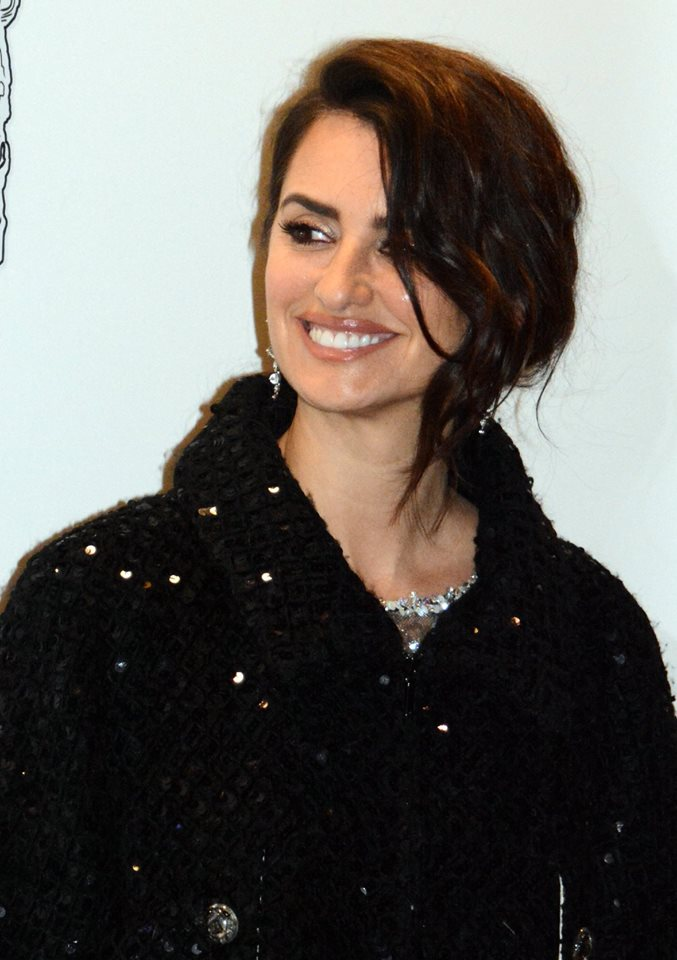
Penélope Cruz reçoit le César d'honneur.
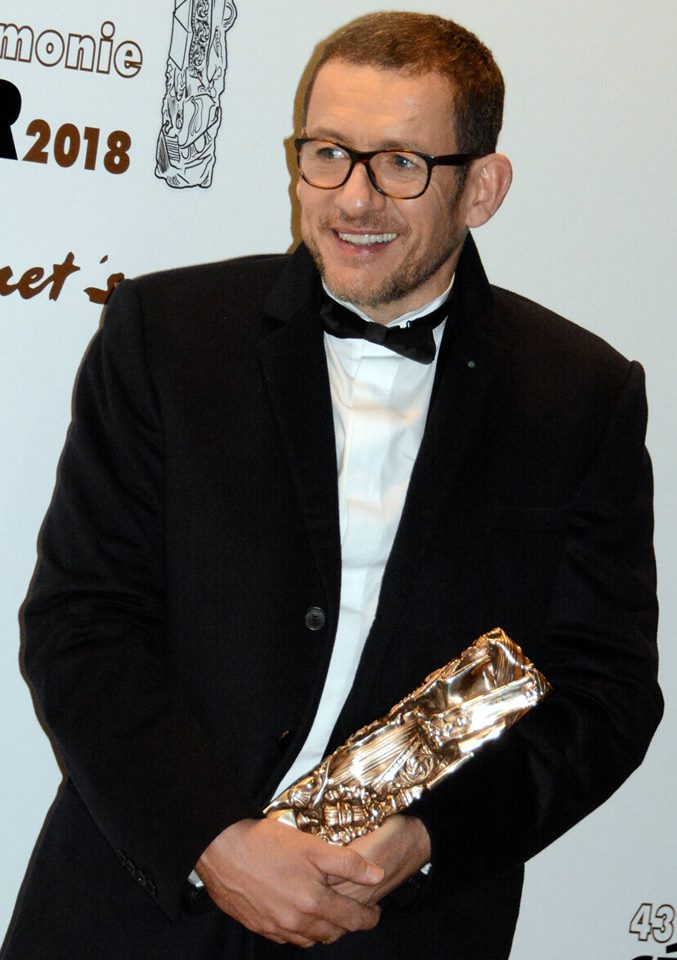
Dany Boon reçoit le César du public pour Raid dingue.

## Audiences
L'émission est diffusée en clair sur Canal+. Elle est suivie par 2,07 millions de téléspectateurs et 11,4% de PDA sur les 4 ans et plus.